# Cal Víctor Riu
Cal Víctor Riu és una obra del municipi de Piera (Anoia) inclosa en l'Inventari del Patrimoni Arquitectònic de Catalunya.

## Descripció
Casa entremitgeres, de planta baixa tres pisos i golfes. La planta és irregular, amb la façana estreta (on només s'obra un balcó a cada pis) i façana posterior més ampla maclada amb la casa número 12. El portal de la planta baixa amb llinda, és de pedra i hi ha l'escut de l'Orde dels Trinitaris (únic reste de la construcció original). La resta de la façana està decorada amb esgrafiat de tema clàssic. A les golfes hi ha una petita galeria protegida per un ràfec notable fet amb bigues de fusta. Forma conjunt amb la casa número 12, Cal Freixedas.
L'interior conserva restes de la decoració noucentista. És notable el jardí posterior, de tipus mediterrani o a la italiana, amb balustres i elements vegetals retallats delimitant terrasses a diferents nivells.

## Història
Sobre les restes de l'antic convent dels Trinitaris abandonat des de la desamortització el Sr.Victor Riu va construir primer aquesta casa per ell i després la del número 12 per als seus fills. Posteriorment foren venudes a propietaris diferents. Victor Riu fundà "Carburos Metálicos" i fou president de la Mutua General de Seguros. Fou un dels introductors de la penicil·lina a Espanya. A Piera comprà els terrenys on ara hi ha el parc que duu el seu nom i les piscines municipals i els donà a la vila.